# Eozyna

Wzór eozyny B

Wzór eozyny Y

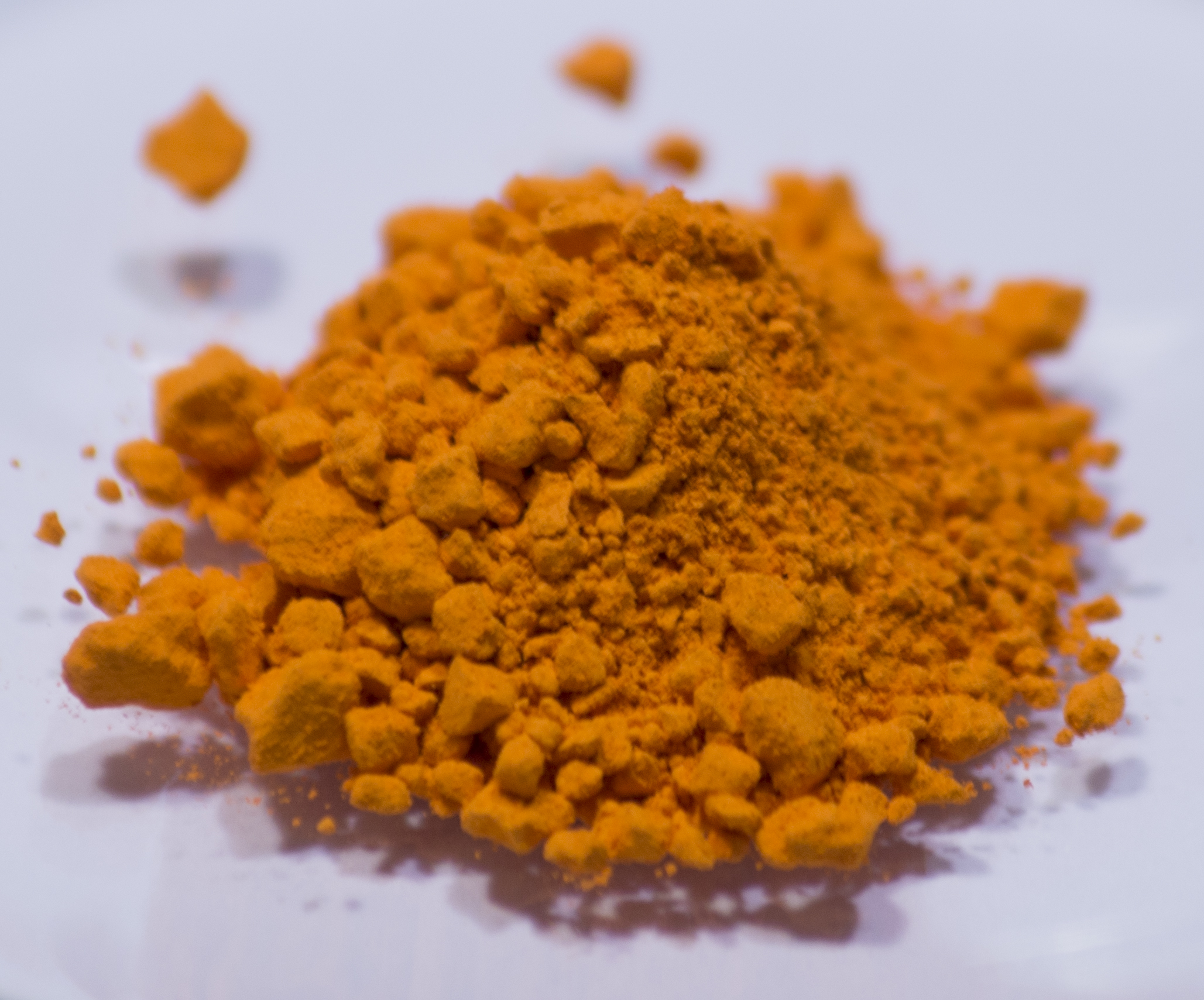
Próbka eozyny Y

Eozyna – czerwony barwnik ksantenowy o charakterze kwasowym służący do wybarwiania struktur komórek o charakterze zasadowym, takich jak:
- cytoplazma,
- włókna kolagenowe,
- większość ziaren wydzielniczych w komórkach.

Eozyna barwi te struktury na kolor czerwony. Zazwyczaj stosowana jest w połączeniu z hematoksyliną, barwiącą struktury o charakterze kwasowym (np. jądra, siateczkę śródplazmatyczną szorstką) na kolor niebieski. Barwnik będący połączeniem hematoksyliny i eozyny (tzw. H+E) należy do najczęściej stosowanych w histologii.
Znane są dwa związki określane nazwą eozyna: eozyna Y i eozyna B. Różnice w barwieniach tymi związkami są nieznaczne.